# Dýšina
Dýšina település Csehországban, Plzeň városi járásban. Dýšina Chrást, Plzeň, Kyšice, Smědčice, Klabava, Bušovice, Litohlavy és Ejpovice településekkel határos. Lakosainak száma 1976 fő (2024. január 1.).

## Népesség
A település lakosságának változását az alábbi diagram mutatja:
| Lakosok száma | 695  | 778  | 835  | 1765 | 1545 | 1816 | 1825 | 1854 | 1821 | 1976 |
|               | 1869 | 1900 | 1921 | 1961 | 1980 | 2011 | 2016 | 2019 | 2021 | 2024 |